# Georges Trouvé
Georges Trouvé, né le 2 février 1902 à Nantes et mort le 18 juillet 1935 à Siem Reap au Cambodge, est un architecte qui a fait l'essentiel de sa carrière en Indochine. Après avoir contribué à divers projets à Hanoï pour le compte de l'École française d'Extrême-Orient. À partir de 1931, il travaille intensément aux côtés d'Henri Marchal dont il prend la suite en 1935, il devient alors Conservateur d'Angkor. Sa jeune carrière est jalonnée de réalisations de talents et de découvertes de nouveaux temples de manière scientifique grâce à une méthode innovante pour l'époque. Mais malheureusement, cet élan sera interrompu par sa disparition prématurée en juillet 1935 à l'âge de 33 ans seulement.

## Biographie
Georges Alexandre Trouvé est né le 2 février 1902 à Nantes (3ème canton), fils de Edmond Alexandre Trouvé, de profession arquebusier, et de Bénédicte Marie Plessis, 
Il étudie l'architecture à l'École des beaux-arts de Nantes, puis Ecole des Beaux-Arts de Paris, où il est l'élève d'Emmanuel Pontrémoli.
Diplômé en 1929, Georges Trouve part au Vietnam pour travailler comme conseiller technique au Crédit foncier de l'Indochine. Dans un premier temps, il s'installe à Hanoi, il dessine la façade de la Banque d'Indochine et de l'Imprimerie d'Extrême-Orient.
De plus, il enseigne également la composition architecturale à l'École des beaux-arts de Hanoi.

### Membre temporaire de l'EFEO et travaux de dégagement de Prasat
En avril 1931, il est nommé membre temporaire de l'EFEO, à l'âge de 29 ans. Il réalise à ce titre plusieurs projets d'aménagement du musée Louis Finot, visite les sites archéologiques du Campa (Royaume Champa) et se rend à Angkor, où il dégage et étudie des vestiges proches du Baray occidental qui est le réservoir d'eau d'Angkor (Bulletin de l'EFEO 32), comme le Prasat spean Tor,  ou le Prasat Pre Rup. Il prend ensuite en charge les travaux de dégagement du groupe de Roluos et découvre successivement les stèles de fondation du Prasat Preah Ko et du Bakong.

### Membre permanent de l'EFEO et Conservateur d'Angkor: nouveau tournant
Georges Trouvé est nommé membre permanent de l'EFEO en 1932 ; il poursuit, en collaboration avec Henri Marchal, le processus d'anastylose de la galerie extérieure et la consolidation de la tour centrale du Bayon. Cette méthode d'anastylose a été créée par Theodoor Van Erp sur la restauration du temple de Borobudur sur l'ile de Java en Indonésie (Indes néerlandais à cette époque) en démontant une à une les pierres de l'édifice en les inventoriant, les numérotant tout en consolidant le châssis, puis en les replaçant une à une en remplaçant discrètement si une venait à manquer. Van Erp cherchait tout d'abord à éviter l'utilisation des pierres des monuments à d'autres fins que la restauration (rénovation de routes, édification de mur etc..), pratique malheureusement autorisée par les néerlandais qui finit par être interdite grâce à lui.
A l'instigation de George Coedes, le directeur de l'EFEO de l'époque, Henri Marchal part en 1930 à Java observer les travaux de Theodoor van Erp sur Borobudur. la première application de l'anastylose sur Banteay Srei fut un succès.

### Découvertes de Georges Trouvé
Toutefois, la découverte du Prasat Ak Yum par Georges Trouvé, le plus ancien de tous les temples-montagnes, enfoui dans la digue sud du Baray occidental (1933), et de son puits de fondation, l'engage à tenter des sondages sous la tour centrale du Bayon. La découverte d'un nouveau puits de fondation et son déblaiement ont permis de mettre au jour une grande statue du Buddha sur nâga brisée qui sera reconstituée sur une terrasse bouddhique située à proximité du monument.

### Méthode de Georges Trouvé
Les découvertes successives de Georges Trouvé semblaient être le fruit de son "flair" mais en réalité, c'est surtout la mise en œuvre de sa méthode qui repose sur un enregistrement précis et l'exploitation des données dans le cadre d'un projet scientifique qui ont permis de mettre au jour ces temples et monuments. C'est ainsi qu'en association avec Henri Marchal, il dresse, à partir des Journaux de fouilles et de ses prospections, la carte des vestiges archéologiques du site d'Angkor.
Grâce à Georges Trouvé, la Conservation d'Angkor ne se contente plus de découvrir et de conserver les temples et monuments, avec sa méthode, Georges Trouvé donne un véritable tournant scientifique par la cartographie et l'analyse des très nombreux vestiges répertoriés dans la région d'Angkor.
Unanimement salués, les travaux de Georges Trouvé ont permis de donner un nouvel élan à l'EFEO avec une approche innovante même si, du fait de sa disparition précoce, ses observations n'existent le plus souvent qu'à l'état de croquis et de notes.

### Disparition tragique
Début 1935, Georges Trouvé succède Henri Marchal en tant que Conservateur d'Angkor à l'âge de 33 ans, mais, en butte à des difficultés personnelles, notamment à un divorce qui le déprime profondément, il met fin à ses jours le 18 juillet 1935 à Siem Reap.
Henri Marchal reprend alors les fonctions de conservateur d'Angkor après son décès, jusqu'à l'arrivée de Maurice Glaize.

## Vie personnelle
Georges Trouvé se marie une première fois, à l'âge de 21 ans, le 3 mai 1923 à Paris 5ème avec Marie Madeleine Victoirine Robin.
Puis il se marie une deuxième fois, à l'âge de 29 ans, le 16 Mai 1931 à Hanoi avec Madeleine Marie  Antoinette Nemes.